# 13673 Urysohn
13673 Urysohn è un asteroide della fascia principale. Scoperto nel 1997, presenta un'orbita caratterizzata da un semiasse maggiore pari a 2,8680498 UA e da un'eccentricità di 0,0930886, inclinata di 1,75904° rispetto all'eclittica.